# Cinnamomum wightii
Cinnamomum wightii är en lagerväxtart som beskrevs av Carl Daniel Friedrich Meisner. Cinnamomum wightii ingår i släktet Cinnamomum och familjen lagerväxter. Inga underarter finns listade i Catalogue of Life.